# Giacarta
Giacarta (AFI: /ʤaˈkarta/; in indonesiano Jakarta o DKI Jakarta, già Batavia, Jayakarta, Djakarta, formalmente Daerah Khusus Ibukota Jakarta, "La regione speciale della capitale di Giacarta") è la principale città e capitale dell'Indonesia, situata sulla costa nordoccidentale dell'isola di Giava, con una superficie di 661,52 km² e una popolazione di 11 350 328 abitanti a metà 2023.
Situata all'estremita nord-occidentale dell'isola di Giava, è attraversata dal fiume Ciliwung, che sfocia nella baia di Giacarta. Importante centro dei regni indo-buddisti di Sunda e Pajajaran con il nome di Kalapa, divenne Jayakarta nel 1527 dopo la conquista del sultanato di Banten. Nel 1619 fu ridenominata Batavia da Jan Pieterszoon Coen, governatore olandese delle Molucche, e divenne capitale de facto delle Indie orientali olandesi. Nel 1945, con la proclamazione dell'indipendenza dell'Indonesia, riprese il nome di Giacarta, che durante il periodo coloniale era rimasto nella toponomastica, e alla fine della guerra d'indipendenza indonesiana, nel 1949, divenne capitale del nuovo stato.
La città copre una superficie di 664 chilometri quadrati e ha una popolazione di 9,7 milioni di abitanti (2012), che salgono a oltre 28 milioni se si considera l'area urbana, dato che ne fa la seconda metropoli del mondo dopo Tokyo. È sede di un rilevante porto, dell'Aeroporto Internazionale di Giacarta-Soekarno-Hatta, terzo scalo asiatico più trafficato, e della segreteria generale dell'Associazione delle Nazioni del Sud-est asiatico (ASEAN).
A causa della conformazione del territorio, della subsidenza del terreno e di una cattiva gestione delle acque, si prevede che Giacarta sarà completamente sommersa entro il 2050. Per proteggere la città si stanno intraprendendo lavori di consolidamento delle coste (Giant Sea Wall Jakarta). La capitale dell'Indonesia verrà prossimamente trasferita a Nusantara (città in costruzione).

## Geografia fisica
Giacarta è situata sulla costa nord-occidentale dell'isola di Giava, presso la foce del fiume Ciliwung, nella baia di Giacarta, che è una insenatura del Mar di Giava. Giacarta sorge in una depressione con un'altezza media all'incirca di 7 metri sul livello del mare.
In base al decreto governativo 171/2007, l'area della provincia di Giacarta consiste di 662,33 km² di terre e 6.977 km² di acque; inoltre essa consta di più di 110 isole che si dipanano per tutto il Kepulauan Seribu e di 27 fiumi usati come risorsa idrica, per la pesca e per l'economia urbana. La stragrande maggioranza dei fiumi decorre dalle parti collinari a sud della città verso nord per sfociare nel Mar di Giava. Il fiume più importante è il Ciliwung, che divide la città in una zona est e una zona ovest.
La parte nord di Giacarta è per la maggior parte pianeggiante, a un livello di circa 7 metri sul livello del mare, declinando molto lentamente fino alla costa marina, ciò favorisce gli allagamenti. A protezione della fascia nord della città, è in corso di realizzazione un imponente progetto di difesa, il Giant Sea Wall Jakarta, che comprende una diga della lunghezza di 8 km. La parte sud invece è collinare. La parte costiera a nord della città si estende da ovest a est per circa 35 km. In questa fascia di territorio scorrono verso il mare diversi fiumi e canali.

## Storia
Il primo insediamento di cui si ha notizia sul luogo dell'odierna Giacarta era il porto di Kalapa, vicino alla foce del fiume Ciliwung. Le sue origini possono essere rintracciate in una presenza indù del V secolo che nel XII era divenuto il principale del regno della Sonda. I portoghesi sono indicati come i primi europei a visitare il porto di Kalapa. Un re indù garantì ai commercianti portoghesi il permesso di costruire un fortino a Kalapa, all'inizio del XVI secolo. Il porto di Giacarta viene chiamato ancora oggi Sunda Kelapa, da questo primo insediamento.
Nel 1527, la città venne conquistata da Fatahillah (o Faletehan), un giovane capo di un vicino regno settentrionale. Fatahillah cambiò il nome di Kalapa in Jayakarta (che significa "vittoriosa e prosperosa" in giavanese) il 22 giugno 1527. Questa particolare data viene considerata come la nascita ufficiale di Giacarta. Gli olandesi arrivarono a Jayakarta alla fine del XVI secolo. Nel 1619 le forze della Compagnia olandese delle Indie orientali, guidate da Jan Pieterszoon Coen, conquistarono la città e la ribattezzarono da Jayakarta a Batavia, cioè terra dei Batavi, il nome latino di una tribù che visse nei Paesi Bassi in epoca romana. Il 4 marzo 1621 venne formato il governo della città, chiamato Stad Batavia. Batavia fu la capitale delle Indie orientali olandesi del periodo coloniale.
All'inizio del XVIII secolo, la città si espanse quando gli olandesi iniziarono a muoversi verso sud, in zone più elevate, ritenute essere più salubri. Le opportunità commerciali nella capitale della colonia olandese attirarono gli indigeni ma soprattutto cinesi e immigrati arabi. Questa improvvisa crescita della popolazione creò gravami sulla città. Le tensioni sfociarono in violenza quando il governo coloniale cercò di limitare la migrazione cinese attraverso le deportazioni. A seguito di una rivolta, il 9 ottobre 1740 e l'anno seguente, tra i 5.000 e i 10.000 cinesi (secondo le fonti) furono massacrati dagli olandesi e dagli indigeni; i restanti residenti cinesi vennero trasferiti a Glodok, al di fuori delle mura della città.
I britannici catturarono Giava nel 1811 e occuparono l'isola per cinque anni, mentre gli olandesi erano impegnati nelle guerre napoleoniche in Europa, prima di restituire il controllo agli olandesi. Con il governo diretto e formale degli olandesi che si espandeva ad altre parti dell'arcipelago, durante il XIX e l'inizio del XX secolo, l'importanza della Batavia coloniale aumentò. Le tattiche olandesi per mantenere il controllo della regione e le entrate fiscali, richiesero talvolta che praticamente tutte le esportazioni da ogni angolo della regione venissero spedite passando per la città, conferendole quella schiacciante dominanza politica ed economica che mantiene ancora oggi.
Il Giappone prese possesso della città nel 1942, durante la seconda guerra mondiale, e la rinominò Jakarta, per ottenere il favore della popolazione locale. A seguito della sconfitta giapponese nel 1945, gli olandesi occuparono la città, nonostante la dichiarazione d'indipendenza degli indonesiani del 17 agosto 1945. Giacarta fu il centro del tentativo olandese di mantenere il controllo sulla loro ex colonia, durante la guerra di indipendenza che finì con la fondazione dell'Indonesia nel 1949.
Durante la presidenza di Joko Widodo è stata avviata la pianificazione della nuova capitale dell'Indonesia che sorgerà nel Kalimantan e si chiamerà Nusantara.

## Clima
| Giacarta            | Mesi | Mesi | Mesi | Mesi | Mesi | Mesi | Mesi | Mesi | Mesi | Mesi | Mesi | Mesi | Stagioni | Stagioni | Stagioni | Stagioni | Anno  |
| Giacarta            | Gen  | Feb  | Mar  | Apr  | Mag  | Giu  | Lug  | Ago  | Set  | Ott  | Nov  | Dic  | Inv      | Pri      | Est      | Aut      | Anno  |
| ------------------- | ---- | ---- | ---- | ---- | ---- | ---- | ---- | ---- | ---- | ---- | ---- | ---- | -------- | -------- | -------- | -------- | ----- |
| T. max. media (°C)  | 30,4 | 30,5 | 31,4 | 32,3 | 32,6 | 32,5 | 32,4 | 32,9 | 33,2 | 33,3 | 32,5 | 31,5 | 30,8     | 32,1     | 32,6     | 33,0     | 32,1  |
| T. min. media (°C)  | 23,2 | 23,2 | 23,3 | 23,6 | 23,5 | 22,8 | 22,5 | 22,5 | 22,8 | 23,3 | 23,4 | 23,3 | 23,2     | 23,5     | 22,6     | 23,2     | 23,1  |
| Precipitazioni (mm) | 402  | 284  | 219  | 131  | 113  | 90   | 58   | 61   | 64   | 101  | 128  | 204  | 890      | 463      | 209      | 293      | 1 855 |

## Amministrazione

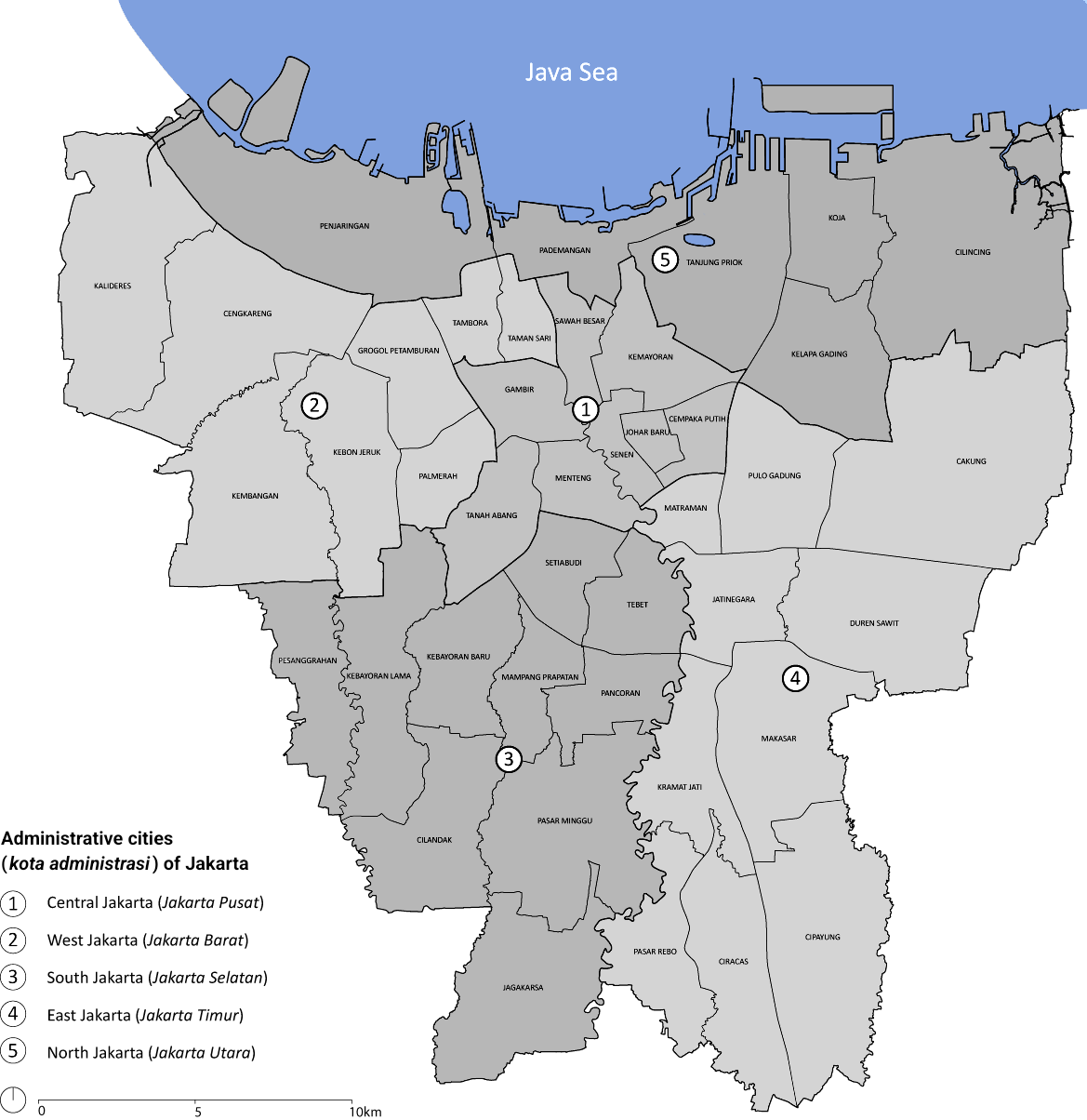
Mappa delle città (kotamadya) nella provincia di Giacarta. Ogni città è divisa in sottodistretti (kecamatan)

Ufficialmente Giacarta è una provincia con status di capitale dell'Indonesia ed è per questo amministrata da un governatore e non da un sindaco. La provincia è divisa in 5 città-distretto (kota; in precedenza erano municipalità [kotamadya]), ognuna governata da un sindaco (walikota), e una reggenza (kabupaten) guidata da un reggente (bupati).

### Città di Giacarta
- Giacarta Centrale (Jakarta Pusat)
Giacarta centrale ha una superficie di 48,17 km² e un territorio essenzialmente pianeggiante. È la più piccola delle cinque città che formano la provincia di Giacarta ed è suddivisa in 8 sottodistretti, 44 villaggi, 388 RW (unità di residenza amministrativa) e 4784 RT (unità amministrative di vicinato).
- Giacarta Orientale (Jakarta Timur)
Giacarta orientale è un territorio di 187,73 km² per il 95% su terraferma, per il resto è formato da paludi e risaie a 50 m s.l.m. ed è attraversato da numerosi canali e corsi d'acqua, come i fiumi Cakung, Ciliwung, Kali Malang, Sunter e Cipinang. Le coordinate geografiche sono 106° 49′ 35″ di longitudine est e 6° 10′ 37″ di latitudine sud. Il territorio ha un clima tropicale con una temperatura media di 27 °C. Le precipitazioni annue totali sono pari a 2000 mm con massimo nel mese di gennaio.
- Giacarta Settentrionale (Jakarta Utara)
Giacarta settentrionale ha un'estensione di 7 133,51 km², dei quali 6 979,4 km² sono di superficie marina e 154,11 km² di terraferma. Il territorio è formato da una striscia lunga circa 35 km, e larga dai 4 ai 10 km, con il lato settentrionale che affaccia sul Mar di Giava nel quale ci sono 112 isole. Si arriva al massimo a un'altitudine di 20 m s.l.m. mentre ci sono alcune zone depresse, per lo più paludi o terrapieni salmastri. Il clima è caldo costiero con temperatura media di 27 °C e precipitazioni annue di 142,54 mm con massimo in settembre. La zona di crescita più intensa di tutta l'area di Giacarta è proprio nella parte settentrionale ed è Kelapa Gading.
- Giacarta Meridionale (Jakarta Selatan)
Giacarta meridionale copre un'area di 145,73 km², e consta di 11 sottodistretti e 65 villaggi. Nei primi anni d'indipendenza, essa fu progettata per essere una città satellite (nell'area di Kebayoran Baru), e usando il concetto orientale è segnata da quattro strade principali che si sviluppano verso i quattro angoli per integrare gli edifici più grandi con quelli più piccoli di ogni blocco; gli edifici più grandi sono dislocati all'esterno dei blocchi, sul margine delle vie principali, con le costruzioni più piccole all'interno degli isolati a circondare il parco. Queste parti dei blocchi sono in continuo e crescente popolamento. Inoltre, quest'area funge da cuscinetto protettivo nello scorrimento delle acque verso la parte più a valle della metropoli. Con il sovrappopolamento e lo sfruttamento sempre più massiccio del territorio, gli spazi verdi progressivamente si riducono e questa funzione protettiva risulta essere via via più ridotta. Oltre al complesso residenziale, ci sono anche dei centri commerciali che hanno reso quest'area più ricettiva.
- Giacarta Occidentale (Jakarta Barat)
Giacarta occidentale si estende su un territorio di 127,11 km²; si trova a 106° 48' di longitudine est e 60° 12' di latitudine nord. È divisa in 8 sottodistretti e 56 villaggi.

L'unica reggenza è l'arcipelago di Mille Isole (Kepulauan Seribu), già sottodistretto di Giacarta Settentrionale.

### Gemellaggi
- Pechino[4]
- Berlino, dal 1993
- Istanbul
- Los Angeles
- Sydney
- Parigi[5] (accordo di amicizia)
- Rotterdam
- Seul
- Tokyo

## Cultura
In quanto capitale politica ed economica dell'Indonesia, Giacarta attrae molti stranieri, così come molti immigranti interni. Di conseguenza, Giacarta ha un sapore decisamente cosmopolita e una cultura variegata. Molti degli immigranti provengono da altre parti di Giava, portando con sé una miscela di dialetti della lingua giavanese e sundanese, nonché i loro cibi e usi tradizionali. Betawi (Orang Betawi, o "gente di Batavia") è un termine usato per descrivere i discendenti delle persone che vivevano nei dintorni di Batavia attorno al XVII secolo. Gli Orang Betawi discendono principalmente da diversi gruppi etnici del Sud-est asiatico che arrivarono a Batavia per soddisfare i loro bisogni lavorativi, e comprendono persone da diverse parti dell'Indonesia. La lingua e la cultura di questi immigranti sono distinte da quelle dei sundanesi o dei giavanesi.
Giacarta possiede anche una grande comunità cinese, che si trova qui da secoli. Si stima che circa il 20 % della popolazione sia di discendenza cinese.
Giacarta ha diversi centri d'intrattenimento, come Senayan. La musica tradizionale la si può trovare spesso negli hotel di lusso, che includono wayang e gamelan. Come città più grande dell'Indonesia, Giacarta ha richiamato molti dei talenti regionali, per rilocarli nella speranza di attirare più spettatori e avere maggiori opportunità di successo.
La concentrazione di ricchezza e di influenza politica nella città implica una più marcata influenza straniera sul paesaggio e la cultura, un effetto illustrato ad esempio dalla presenza in città di molte delle principali catene internazionali di fast food.
La città ospita il Museo nazionale dell'Indonesia, dove sono contenuti oggetti risalenti alla preistoria dell'epoca del neolitico, fossili, manufatti, armi provenienti da tutta l'Indonesia.
In città si trova il Museo marittimo nella collezioni del quale si trovano numerose imbarcazioni da pesca, oggetti e attrezzi legati alla navigazione provenienti da diverse parti dell'arcipelago indonesiano.

## Infrastrutture e trasporti
Ci sono svariate linee ferroviarie a Giacarta, tuttavia inadeguate per fornire un efficace servizio di trasporto ai cittadini. Nelle ore di punta, il numero dei passeggeri eccede la capacità massima dei mezzi. Le linee ferroviarie collegano Giacarta alle città vicine: Depok e Bogor a sud, Tangerang e Serpong a ovest, mentre Bekasi, Karawang, e Cikampek a est. Le principali stazioni ferroviarie sono Gambir, Jatinegara, Manggarai, Tanah Abang e Jakarta Kota.
I bus e i taxi (nella lingua locale: angkutan kota/angkot) sono altrettanto utilizzati. Come i treni, anche questi durante le ore di punta diventano sovraffollati. Nel 2004, il governo ha varato un sistema di autobus, denominato TransJakarta; esso fornisce il servizio per The Initial 1st Corridor Route che va da Jakarta Kota al Blok M. La linea bus impiega meno di mezz'ora per compiere lo stesso tragitto che durante le ore di traffico, richiederebbe più di un'ora. La costruzione del secondo e del terzo Corridor Routes della linea dei bus è stato completato nel 2005, così da offrire la percorrenza da Pulogadung a Kalideres. Le suddette due linee sono diventate operative da gennaio 2006.
A dispetto dei molti e ampi stradoni, Giacarta presenta il problema della congestione stradale a causa del traffico elevato, specialmente nel distretto principale del commercio. Per ridurre gli ingorghi stradali, durante le ore di punta e in alcune delle principali strade di Giacarta, vige la regola del "tre in uno" (inizialmente introdotta nel 1992), che proibisce ai veicoli di trasportare meno di tre passeggeri. Nel 2005, questo provvedimento è stato esteso anche alle aree di Sudirman e Gatot Subroto.
Va anche segnalato che le strade di Giacarta sono note per il caos del traffico causato anche dall'indisciplina dei guidatori. L'aumento esponenziale di motocicli in circolazione non fa che peggiorare le cose, proprio per la diffusa violazione delle regole del codice stradale anche dei guidatori su due ruote.
Il sistema di trasporto di Giacarta si basa anche sulle strade a pedaggio. La principale strada a pedaggio è l'anello stradale interno di Tanjung Priok-Cawang-Grogol-Tanjung Priok. L'anello stradale esterno è in costruzione ed è parzialmente raggiungibile da Cilincing-Cakung-Pasar Rebo-Pondok Pinang-Daan Mogot-Cengkareng. Una strada a pedaggio collega Giacarta all'Aeroporto Internazionale di Giacarta-Soekarno-Hatta, situato a nord della città. Collegato anche questo da una strada a pedaggio, ci sono il porto di Merak e Tangerang a ovest, Serpong a sud-ovest, Depok e Bogor a sud, e Bekasi, Cibitung, Karawang, Purwakarta ed eventualmente Bandung, a est.
Due linee della Jakarta Monorail sono in costruzione: la linea verde compie il percorso Semanggi-Casablanca-Kuningan-Semanggi, mentre la linea blu percorre Kampung Melayu-Casablanca-Tanah Abang-Roxy. In aggiunta, è in programma una metropolitana a due vie, con una linea nord-sud fra Kota e Fatmawati, che presenta collegamenti a entrambe le monorotaie, e una linea est-ovest, che si collegherà alla linea nord-sud tramite la stazione di Sawah Besar.
Il governo sta anche pensando ai battelli come sistema più economico per spostarsi lungo i canali di Giacarta.
Il principale aeroporto della città è l'Aeroporto Internazionale di Giacarta-Soekarno-Hatta; assieme all'Aeroporto Internazionale Ngurah Rai di Bali, Soekarno-Hatta è il maggiore scalo aereo internazionale dell'Indonesia.
I risciò su bicicletta, chiamati becak, offrono ancor oggi una forma di trasporto locale per le vie secondarie di alcune parti della città. Dai primi anni quaranta fino al 1991 sono stati una forma comune di trasporto nella città. Nel 1966 si stimò che fossero 160 000 i risciò su bicicletta operanti in città, cosicché il 15% della forza lavoro totale di Giacarta era impiegata nella guida di questi mezzi. Nel 1971 i risciò vennero banditi dalla circolazione sulle vie principali e poco più tardi si cercò di bandirli completamente, col risultato di aver provocato una riduzione sostanziale del loro numero ma non la totale eliminazione. Una campagna particolarmente aggressiva per eliminarli fu infine attuata tra il 1990 e il 1991, ma durante la crisi economica del 1998 ci fu un ritorno degli stessi, favorito da un minore controllo e una ridotta repressione esercitati dal governo.

## Istruzione
Giacarta ospita diverse università, fra le quali la più antica è la Universitas Indonesia (UI), gran parte della quale è stata spostata a Depok. La UI ha una lunga storia di attivismo studentesco, e molti politici e attivisti si sono laureati in questa università. La Jakarta International School e la Gandhi Memorial International School provvedono all'educazione di gran parte della popolazione di Giacarta offrendo un percorso di studi che inizia dalle elementari per continuare fino al liceo.
Come città più grande, nonché capitale dell'Indonesia, Giacarta ospita un gran numero di studenti provenienti da varie parti del Paese, molti dei quali risiedono in dormitori o in famiglie. Come accade in altre grandi città delle nazioni asiatiche, c'è un ampio numero di scuole professionali che insegnano di tutto, dall'inglese come seconda lingua al cinese, dall'uso dei PC alla contabilità, ecc.

## Religione
L'islam è la religione più diffusa a Giacarta: circa l'86% della popolazione si dichiara musulmana, stando al censimento effettuato nel 2010. Le altre religioni praticate sono il cristianesimo protestante col 7,5%, il buddhismo col 3,3%, il cattolicesimo col 3,15% e infine induismo 0,21% e confucianesimo 0,06%.
Nella città è presente la Moschea Istiqlal, la più grande del Sud-est asiatico, con la sua capienza di 120 000 persone. Poco distante dalla moschea si trova la cattedrale cattolica, che ospita il locale arcivescovo.

## Economia
L'economia di Giacarta dipende notevolmente dai servizi finanziari e commerciali e dall'industria manifatturiera. Quest'ultima opera nei campi elettronico, chimico, meccanico e automobilistico e nelle scienze biomediche.
La crescita economica di Giacarta nel 2007 fu del 6,44% rispetto al 5,95% dell'anno precedente, con una crescita del 15,25% nel settore delle comunicazioni, 7,81% nell'edilizia e del 6,88% nei settori commerciale, alberghiero e della ristorazione.
Nel 2007 il prodotto interno lordo locale fu di 566 trilioni di rupie (circa 56 miliardi di dollari USA). L'apporto principale al prodotto interno lordo della regione venne dai servizi finanziari e da quelli per le aziende e le proprietà (29%); i settori commerciale, alberghiero e della ristorazione hanno contribuito insieme per il 20% e il settore manifatturiero ha contribuito per il 16%. Nel 2007 l'incremento del prodotto interno lordo locale pro capite è stato dell'11,6% rispetto all'anno precedente.

### Governance
Una nuova legge del 2007 ha proibito di dare denaro a mendicanti, attori e cantanti di strada e venditori ambulanti; ha bandito gli insediamenti di occupanti abusivi dei terreni lungo le rive dei fiumi o lungo le autostrade; ha vietato di sputare e fumare sui trasporti pubblici. Ha inoltre vietato il lavaggio dei parabrezza e la raccolta di mance per dirigere il traffico abusivamente agli incroci. I provvedimenti hanno sollevato numerose critiche per la difficoltà di far rispettare tali norme e per il fatto che queste ignorerebbero di fatto la disperata povertà di una gran moltitudine di abitanti della città.
Copiando un provvedimento adottato sulla Singapore's Orchard Road nel 2011, l'amministrazione di Giacarta ha dichiarato che avrebbe limitato il parcheggio delle auto lungo la strada sul Jl Hayam Wuruk (Haram Wuruk St) e sul Jl Gajah Mada a Giacarta centrale. Essa ha anche dichiarato che avrebbe fatto sloggiare i venditori ambulanti illegali e i mendicanti dal suolo e dalle strade nella zona. In pratica, tuttavia, queste misure hanno avuto effetti solo parziali. 

### Acqua
Due aziende private, PALYJA e Aetra, forniscono acqua rispettivamente nella metà occidentale e in quella orientale della città, come titolari di una concessione venticinquennale ottenuta nel 1998, mentre l'infrastruttura è proprietaria di una compagnia pubblica denominata PAM Jaya.
L'80% dell'acqua distribuita a Giacarta arriva alla città attraverso il West Tarum Canal, dal bacino sul fiume Citarum, sito 70 km a sud-est della città. La fornitura di acqua alla città è stata privatizzata dal governo dell'allora presidente Suharto nel 1998 a favore della società francese Suez Environnement e dell'inglese Thames Water International. Entrambe le società straniere hanno poi ceduto le loro concessioni ad aziende indonesiane. La crescita degli utenti nei primi sette anni di concessione è stata inferiore a prima e le tariffe sono state adeguate alla crescita dell'inflazione nel periodo. Nel 2005 le tariffe vennero bloccate, facendo sì che le concessionarie private riducessero i loro investimenti.
Secondo PALYJA, nella parte di città relativa alla propria concessione, il rapporto di copertura del servizio è aumentato dal 34% del 1998 al 59% del 2007 e al 65% nel 2010.
Secondo i dati del Jakarta Water Supply Regulatory Body, la percentuale di adesione al servizio nella metà della città servita dalla PTJ è aumentata dal 57% nel 1998 al 67% in 2004, ma dopo si è fermata.
Altre fonti parlano di cifre molto più modeste per le forniture domestiche, escluse le forniture tramite idranti pubblici: uno studio stima un'adesione del 25% nel 2005, mentre un'altra fonte valuta un'adesione ancora inferiore, pari al 18,5% nel 2011. Coloro che non sono allacciati all'acquedotto si riforniscono di acqua da pozzi, che danno spesso acqua salata e sono inquinati da batteri.

### Turismo

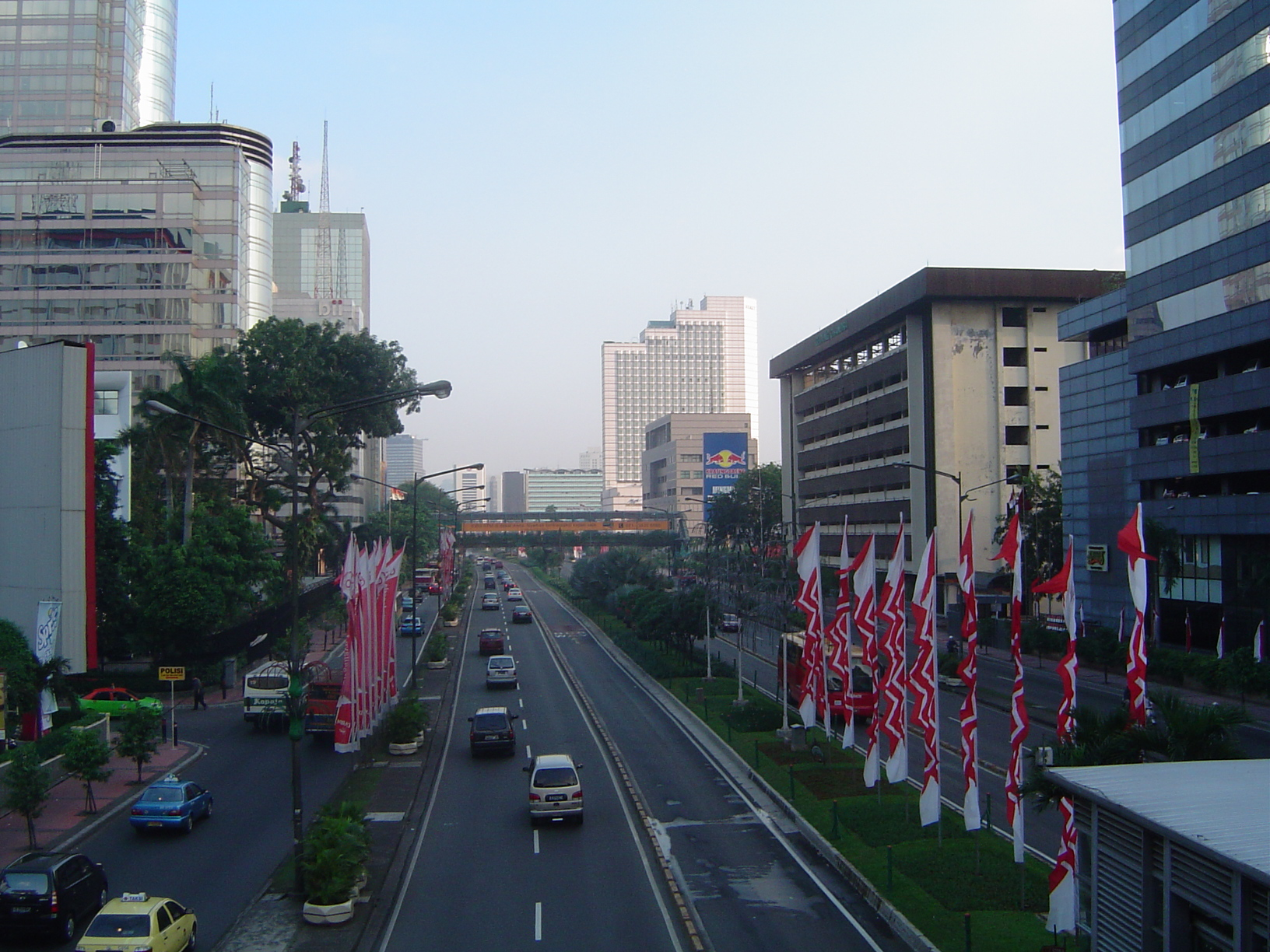
Centro di Giacarta

Il centro di Giacarta (Giacarta centrale) offre ai turisti in visita alla città alcuni dei posti più convenienti dove alloggiare, con un'abbondanza tale di alberghi nell'area da soddisfare tutti i budget.
Il centro offre anche una vasta scelta di ristoranti, bar e alcuni posti dove fare shopping di qualità, che includono Plaza Indonesia e il recente Entertainment X'nter (e'X). I turisti che invece cercano PC e altri gadget elettronici possono visitare il centro commerciale Ratu Plaza, il più frequentato centro IT, situato a sud di Giacarta. La vicina Plaza Senayan invece possiede boutique di arredamenti per case, mentre il nuovo Plaza Senayan Arcadia offre diversi ristoranti chic e centri della salute.
Il trasporto pubblico è abbastanza coperto con la stazione principale di Gambir e la linea bus che da nord a sud, percorre Jln. Thamrin; per i tragitti non coperti dagli autobus, i taxi sono abbondanti ed economici.
Qui si può anche trovare Jalan Jaksa, la strada di Giacarta più frequentata dai viaggiatori con zaino in spalla.

## Problemi

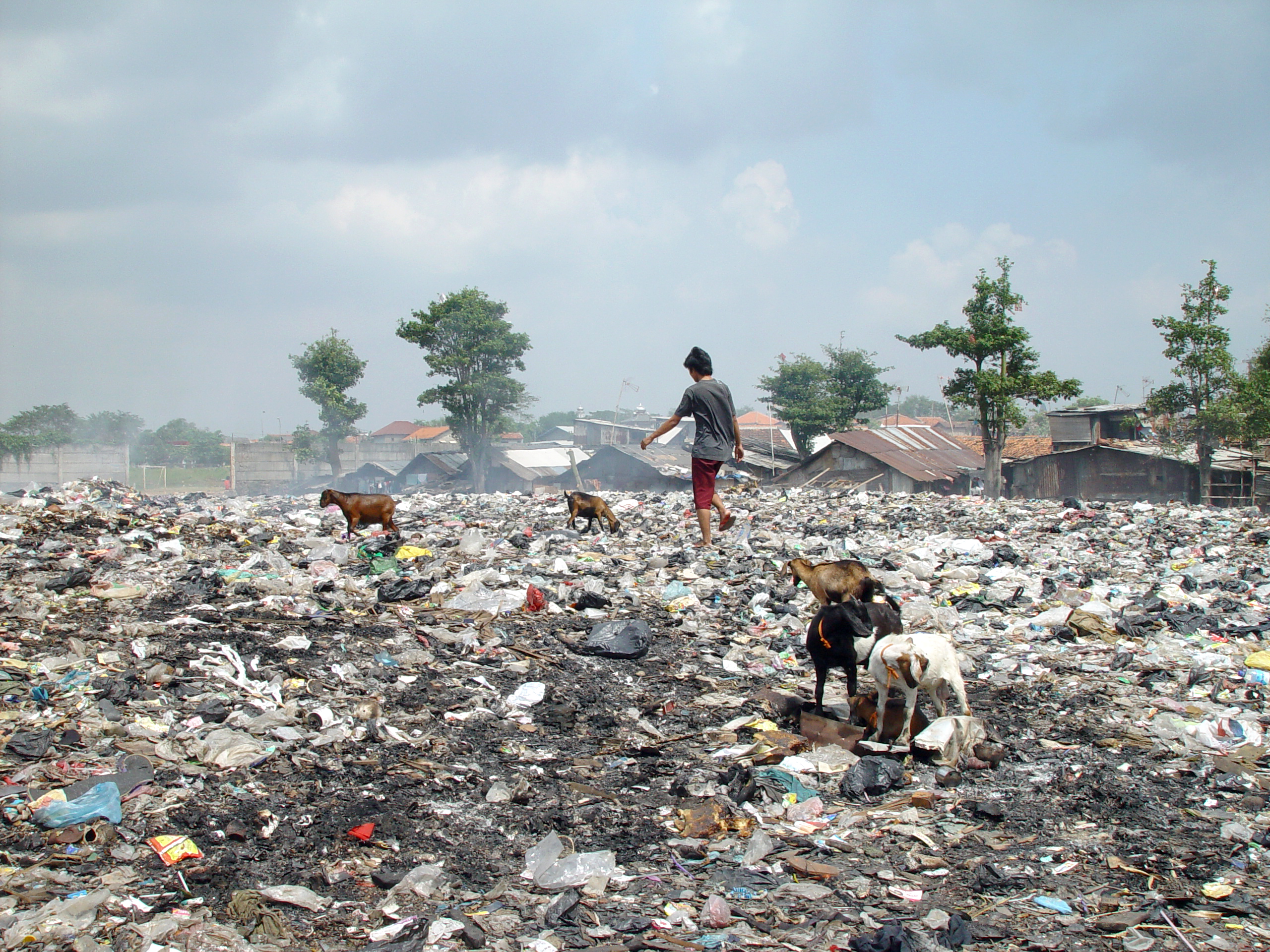
Una discarica a Bantar Gebang

Al pari di molte metropoli di Paesi in via di sviluppo, Giacarta ha il problema del sovraffollamento urbano. La sua popolazione è accresciuta rapidamente da 1,2 milioni nel 1960 ai 5,8 milioni del 2000 fino agli 8,5 milioni del 2005, contando solo i residenti ufficiali.
La crescita troppo rapida ha superato le capacità del governo di poter fornire le necessità di base a tutti i residenti. Giacarta attrae un gran numero di visitatori tanto che la popolazione durante i week-end è circa il doppio rispetto a quella dei giorni infrasettimanali, soprattutto per effetto dei residenti della grande periferia (Jabotabek). A causa dell'incapacità del governo di allestire una rete di trasporti adeguata alle dimensioni demografiche raggiunte, Giacarta deve sopportare grandi ingorghi del traffico quasi ogni giorno. Anche l'inquinamento dell'aria e lo smaltimento dei rifiuti sono due grandissimi problemi.
Durante la stagione delle piogge, Giacarta viene spesso allagata a causa dell'intasamento di fogne, tubazioni e canali di scarico. La continua riduzione della foresta pluviale, a causa dell'avanzamento urbano, nelle zone più elevate a sud di Giacarta presso Bogor e Depok contribuisce all'aumento degli eventi alluvionali.

## Media

### Giornali
Giacarta ha diversi giornali quotidiani, tra cui: The Jakarta Post, Pos Kota, Kompas, Media Indonesia.

### Televisione
Televisione governativa nazionale:
- TVRI (Televisi Republik Indonesia)

Televisioni indipendenti nazionali:
- TPI (Televisi Pendidikan Indonesia); RCTI (Rajawali Citra Televisi Indonesia); Metro TV; Indosiar; Star AnTV; SCTV; (Surya Citra Television);Trans TV; Lativi; TV7; Global TV

Televisioni locali di Giacarta:
- Jak-Tv, O-Channel, Space-Toon.

## Sport
Giacarta è sede della popolare squadra di calcio del Persija Jakarta, che gioca regolarmente le sue partite casalinghe nello stadio di Lebak Bulus. Lo stadio più grande è il Bung Karno, che con una capienza di più di 100 000 posti è uno dei più grandi del mondo.
Il complesso sportivo Senayan comprende diverse strutture, tra cui lo stadio per il calcio Gelora Bung Karno, lo Stadio Madya per l'atletica, il palazzetto dello sport di Senayan, un campo di tiro, campi da tennis e un campo pratica per il golf. Il complesso di Senayan venne costruito per ospitare i giochi asiatici del 1962.